# Hôtel de la Massetière
L'hôtel de la Massetière, ou de La Massequière, est un ancien hôtel particulier de la ville de Tours.

## Localisation

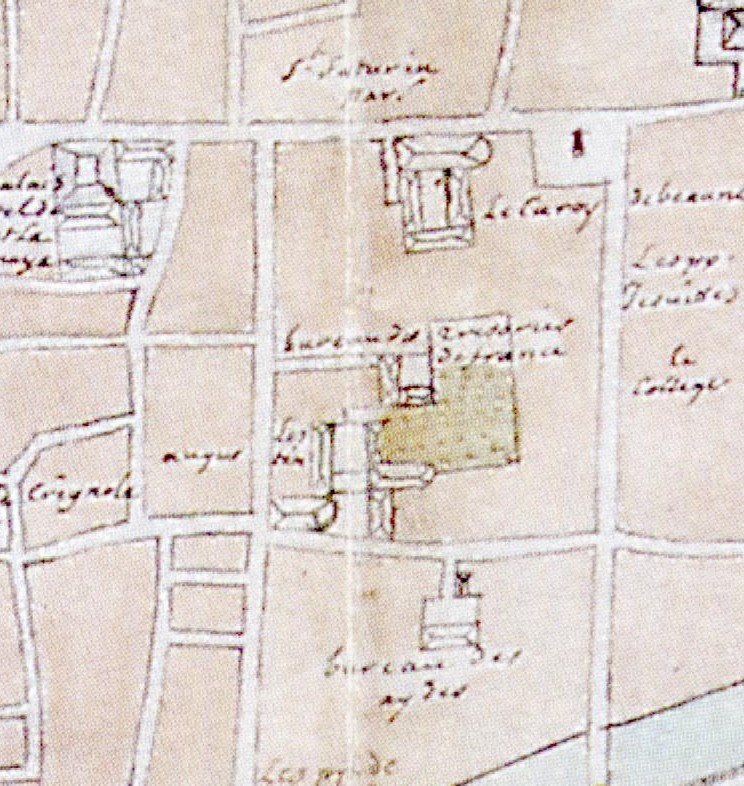
Localisation de l'hôtel de la Massetière (bureau des finances) sur le plan Jouvin de Rochefort (fin XVIIe siècle).

L'hôtel de la Massetière était situé dans une impasse donnant sur la rue de la Galère (aujourd'hui rue Marceau), entre les actuelles rue des Halles et rue du Commerce.

## Historique
Le fief de la Massetière relevait de la baronnie de Montbazon. On en trouve une mention dans une lettre du roi Charles VII (1419) quant au partage des biens entre Guillaume de Craon et son épouse Jehanne de Montbazon. Il passe alors par héritage à la famille de La Rochefoucauld, puis à Jean d'Estouteville (1464). Au XVe siècle, vers les années 1430, le logis de la Massetière sert d'hôtel de ville comme lieu de réunion du corps de ville. Au milieu du XVe siècle, l'hôtel est loué par la municipalité pour une école quelle confie à maître Jean Jehan en 1432, puis à prêtre Louis Rohant en 1439. En 1499, Jehanne de La Rochefoucauld, dame de Montbazon, fait don d'une parcelle du terrain à Thomas Bohier en remerciement de ses services, qui y fait construire son hôtel particulier (hôtel de la Falluère).
Il est par la suite occupé par la famille des princes de Rohan-Guéméné, dont il est la demeure tourangelle, notamment celle de la duchesse de Chevreuse. Elle y vécut grand train et y organise des fêtes somptueuses lors de son exil en 1633, ce qui scandalisa les dames de la ville.
En 1671, Anne de Rohan-Guéméné le vend aux religieux Augustins, dont le couvent était attenant. L'hôtel est loué aux Trésoriers de France. Le cédant à leurs créanciers en 1719, il est alors acquis par François Boisgautier et son épouse Catherine de La Coste. En 1720, la dame devenue veuve vend le bien à Louise Moisant, veuve de Jacques Orceau, seigneur du Tremblay, marchand-fabricant en soie, et mère du général des finances au bureau des finances de Tours du même nom. En mauvais état, elle fait alors abattre l'ancien logis en 1721 et entièrement reconstruire l'hôtel particulier en 1724. Il passe par héritage à Marie Orceau et à son époux Alexandre-Joseph Cochepin, écuyer, conseiller du roi, qui le cède à René-Joachim-François Testard des Bournais, seigneur du Puy-d'Artigny, président-trésorier de France et grand-voyer de la généralité de Tours. Sa fille Gillette Marguerite Louise Testard des Bournais, épouse de Nicolas Lambron de Bois-Leroy de Maudoux, en hérite en 1776.
Il passe par la suite à Marc-Antoine de Morell d'Aubigny, qui le fait agrandir en acquérant en 1807 une partie des terrains et bâtiments du prieuré et église Saint-Hilaire voisins, devenus biens nationaux sous la Révolution. 
En 1810, il revend la Massetière à Henri Goüin pour la somme de 36 000 francs. Le 11 avril 1822, Henry Goüin échange une partie de l'église avec Henri Autreux contre une portion de cour et de bâtiments. Goüin fait remanier l'hôtel : il ouvre une nouvelle entrée la rue de l'ancienne intendance (rue de la Scellerie), organise un passage à l'emplacement de l'ancienne nef, aménage un passage vouté sous le corps de logis sud pour les deux cours et les communs de la cour sud, construit le pavillon à deux étages qui termine l'hôtel au sud et augmente la largeur du corps de logis qui fait face à la rue de l'ancienne-intendance.

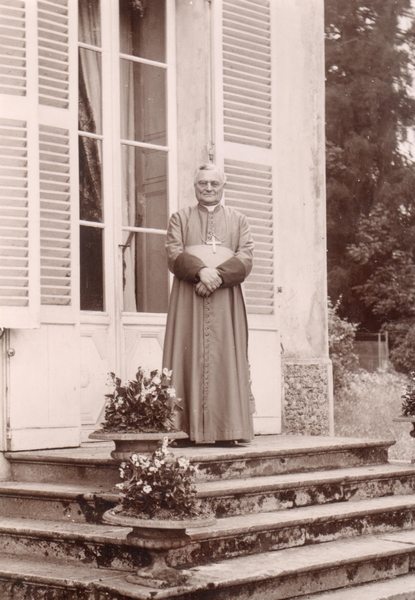
Mgr Laurent Monnier sur les marches de l'hôtel, alors propriété de son frère.

L'hôtel passe par la suite à Philippe Dutilleul, fils de Jules Collart-Dutilleul, et à son épouse Marie Louise Saint-Bris. Trésorier-payeur général d'Indre-et-Loire et fondateur de la Banque Dutilleul à Tours en 1887, Philippe Dutilleul y meurt en 1913. Sa fille Louise, épouse de Georges Monnier (frère de Mgr Laurent Monnier), en hérite. L'hôtel prend à cette époque le nom d'hôtel Dutilleul-Monnier.
Il est détruit par les bombardements en 1940.

## Sources
- L. Monnier, L'hôtel de la Massetière, Bulletin de la Société archéologique de Touraine, 1927, p. 311-319.
- Alexandre Giraudet, Tours: ses monuments, son industrie, ses grands hommes, Lecesne, 1844
- Sylvain Livernet, "Fief de la Massetière (ou Massequière", in:Fiefs et paroisses à Tours au XVIIIe siècle, Bulletin de la Société archéologique de Touraine, 1978
- François Caillou (dir.), Une administration royale d'Ancien Régime : le bureau des finances de Tours, Presses universitaires François-Rabelais, 2017
- Béatrice Baumier, Tours entre Lumières et Révolution: Pouvoir municipal et métamorphoses d'une ville (1764-1792), Presses universitaires de Rennes, 2007